# PELI2
PELI2‏ (Pellino E3 ubiquitin protein ligase family member 2) هوَ بروتين يُشَفر بواسطة جين PELI2 في الإنسان.